# Balcke-Dürr
Balcke-Dürr GmbH est une entreprise allemande de taille moyenne, qui illustre bien les mutations ayant affecté l'industrie allemande au cours du siècle passé. La coopération, la fusion l'entrée en bourse ou la modification de la raison sociale ainsi que la croissance de la société sont des phénomènes qui ont été le facteur d´un perpétuel mouvement.

## Histoire de l'entreprise
Avant l'acquisition de sa forme juridique actuelle, Balcke-Dürr a connu une histoire agitée. 

### Balcke MAG et l'usine Dürr AG
L'entreprise Balcke-Dürr est née en 1972 de la fusion entre le constructeur de machines MAG située à Bochum et l'usine Dürr située à Ratingen.

### La Balcke & Co / MAG Balcke
À l'origine, l'entreprise était un bureau d'étude, nommé Balcke & Co, fondé par l'ingénieur Hans-Joachim Balcke et le commerçant Otto Kleinschmidt le 1er octobre 1894 à Bochum. À ses débuts l'entreprise n'emploie que trois salariés. 
L'industrialisation croissante est renforcée par l'invention d´une cheminée de refroidissement par Hans-Joackim Balcke. Immédiatement, de nombreux clients sont demandeurs. L'entreprise se développe peu à peu et fournit désormais des systèmes de refroidissements pour les premières centrales électriques et pour le secteur de la chimie. Des composants intègrent de la sorte le champ d´activité de la société tels les pompes de refroidissements, les conduites, les condenseurs avec dispositif auxiliaire.
À partir de 1896, la production prend une tout autre dimension avec la fondation des entreprises Bettinger et Balcke. Dès lors, de nouvelles productions voient le jour comme la fabrication de pompes à pistons. L'entreprise connaît une croissance non négligeable, puisqu´elle ouvre un nouveau bureau à Bochum dès 1899. En 1897, l'Union Bancaire de Dortmund devient commanditaire de la société. 
L'usine de pompes Frankenthaler est rachetée  en 1905 par la compagnie MAG dont le capital est de 1,5 million de Marks. 
Juste avant, l'usine de filtres à air de Bochum avait été inaugurée. En 1911, la société prend une participation dans l'entreprise Gustave Moll & Co de Neubeckum. C'est en ces lieux que sont produits les échangeurs. Le chiffre d´affaires de l'entreprise atteint 14 millions de Marks en 1918 et elle emploie alors plus de 1100 salariés.  
Les années 1920 sont marquées par la croissance du secteur des appareils (échangeurs, dégazeurs...) qui se classe deuxième, juste derrière le secteur des systèmes de refroidissement. Balcke MAG devient alors mondialement connu. Ainsi, dans le jargon professionnel, une «Balcke» est synonyme de tour de refroidissement. 
Jusqu'à la crise économique de 1929, l'entreprise connaît une expansion, notamment en ouvrant une nouvelle agence en Allemagne et quatre autres en Europe. MAG Balcke  est frappée de plein fouet par la crise économique puisque son chiffre d´affaires est réduit de plus de 50 %, le capital d´action perd 2,1 millions de Reichmarks. Au début des années 1930, Balcke-Dürr ne compte plus que 680 salariés, chiffre qui remontera à 1200 en 1937 grâce notamment à une commande de l'URSS qui permit d'augmenter de 3,5 millions de Reichmarks le capital social.  
Les bombardements durant la Seconde Guerre mondiale détruisirent la plupart des installations (bureaux, usines) et les documents de travail (plans). 
Dès 1949/1950, le nouvel immeuble de l'administration était inauguré à Bochum, ce qui permit enfin aux équipes de Balcke-Dürr de travailler dans de bonnes conditions. 
Dans les années 1950 et 1960, de très nombreuses centrales furent construites, dans la Ruhr, le long du Rhin, et équipées de tour de refroidissement. Balcke-Dürr fabriqua trente-quatre de ces tours de refroidissements, en particulier pour la centrale de Frimmersdorf. Dans le même temps, le secteur des appareils se développa considérablement, notamment en fournissant des équipements pour ces centrales électriques. 
En 1972, l'entreprise emploie environ 1500 salariés et ses bénéfices se montent à plus 80 millions de Deutsche Marks. Balcke bénéficie d´une grande renommée à travers le monde, et dispose de 18 succursales et agences en Europe.  
Il s'agit du dernier bilan de MAG Balcke, puisque le 1er octobre 1972, l'entreprise fusionne avec la compagnie Babcock basée à Ratingen.

### Fabrique de conduites de Ratingen et de Düsseldorf / DÜRR & Co / Dürr-Werke AG
- En 1883, Gustav et Walter Dürr fondent la fabrique de tuyaux de Ratingen et Düsseldorf. Le principal produit était alors la chaudière Dürr.

- La production de chaudières à conduites de type GARBE commence en 1907. Au total, plus de 2200 chaudières Dürr furent construites depuis 1883.

- La première chaudière Dürr à haute pression capable de produire plus de 78 tonnes de vapeur par heure et fonctionnant seulement avec une eau spéciale est inventée en 1932.

Les années suivantes devaient être marquées par de très nombreuses innovations qui furent empêchées par la Seconde Guerre mondiale. En tous cas, c´est durant les années 1930 que les systèmes de refroidissement, de construction de composants pour centrales électriques, et de chaudières électriques.
Dans la deuxième moitié du XXe siècle, l'entreprise est vendue à la société allemande Babcock, qui avait fusionné en 1972 avec l'entreprise MAG Balcke. À l'issue de cet évènement, la société compte 1100 employés.
Balcke-Dürr GmbH membre de BDAG.
Avec l'expansion rapide de Babcock et de Balcke-Dürr AG, une réorganisation était nécessaire.En 1991/92 le groupe Babcock a été transformé en maison mère et placé sous la direction de la BDAG, nouvelle société créée pour l'occasion qui regroupe les entreprises suivantes :
- Krantz TKT
- WABAG
- Balcke-Dürr GmbH
- Ainsi que d'autres sociétés.

Dans le même temps, la nouvelle société BDAG (sigle de Balcke-Dürr AG) a été introduite en bourse. Le chiffre d´affaires de cette société s'élevait à 1,05 milliard de Deutsche Mark en 1992  et les bénéfices étaient alors d'environ 33 millions de DM
Après ce changement, de nouveaux services furent intégrés. Au cours de l'exercice 1996/1997, le chiffre d´affaires atteint les deux milliards de dollars et la somme totale des commandes se monte à 2,2 milliards de DM. La société emploie 5200 personnes et possède 30 filiales dans le monde entier. 
Le savoir-faire technique de l'entreprise est à son apogée : les clients peuvent se faire livrer  des kits complets, comprenant turbines, générateur et équipements pour hautes tensions électrique.  
À la fin des années 1990, la stratégie de la société mère fut changée. Peu de temps auparavant, les sociétés Babcock et BDAG avaient fusionné. 
La société Babcock-Borsig AG se déclare en cessation de paiement en 2002.
Peu après cet évènement, la société Balcke-Dürr est rachetée par la compagnie américaine SPX Corporation qui possède depuis lors 100 % du capital de l'entreprise.

### Balcke-Dürr GmbH membre de la SPX Corporation
Après la rapide chute de la Babcock, la société Balcke-Dürr cherche à assurer sa position sur le marché. 
Balcke-Dürr acquiert la société Hamon Rothemühle Cottrell GmbH i. I., qui produit des filtres électriques et des échangeurs rotatifs en 2003. Le secteur refroidissement est transféré à SPX Cooling Technologies en 2004. Balcke-Dürr garde les activités de production de chaudières, de production de composants pour centrales nucléaires, de systèmes de filtres et d´échangeurs de chaleur. 
Toujours en 2004, l'entreprise MCE Energietechnik basée à Vienne en Autriche est renommée en "Balcke-Dürr Austria". 
L'entreprise se situe de nouveau à Ratingen en Allemagne depuis 2005. Balcke-Dürr est l'un des plus gros employeurs de cette ville moyenne (100 000 habitants).